# بوحجر
بوحجر (به عربی: بوحجر) یک شهرک در تونس است که در استان منستیر واقع شده‌است. بوحجر ۶٬۱۳۷ نفر جمعیت دارد.